# Netrocerocora oblongula
Netrocerocora oblongula är en fjärilsart som beskrevs av Otto Staudinger 1901. Netrocerocora oblongula ingår i släktet Netrocerocora och familjen nattflyn. Inga underarter finns listade i Catalogue of Life.